# Rheinische Post
Il Rheinische Post  è un importante quotidiano regionale tedesco pubblicato dal 1946 dalla società Rheinische Post Verlagsgesellschaft GmbH e con sede a Düsseldorf.  Il Post è particolarmente diffuso nella parte occidentale della Renania Settentrionale-Vestfalia. Le piattaforme online del Post sono RP ONLINE e Tonight.de .

## Storia e profilo
Il Rheinische Post è una delle nuove istituzioni fondate dagli alleati del secondo dopoguerra. Gli oppositori del NSDAP Karl Arnold, Anton Betz, Erich Wenderoth e Friedrich Vogel (presto dimessosi) ottennero la licenza britannica per un giornale. Il giornale fu fondato nel 1946  e appartiene alle famiglie Arnold, Betz, Droste, Alt ed Ebel. Fa parte del Rheinische Post Mediengruppe che possiede anche giornali come il Saarbrücker Zeitung, il Lausitzer Rundschau o il Trierischer Volksfreund . 
L'area di distribuzione principale si estende dal Bergisches Land fino al confine olandese. Ci sono 31 edizioni locali, tra cui altri giornali regionali, come il Neuß-Grevenbroicher Zeitung, il Benrather Tageblatt e il Bocholter-Borkener Volksblatt, che hanno le proprie pagine di notizie regionali. Il Rheinische Post è disponibile presso le edicole e tramite abbonamento. Il documento è pubblicato in formato rhenish. 
La tiratura del Rheinische Post è stata di 343.000 copie nel terzo trimestre del 1992.  Nel 2001 il giornale aveva una tiratura di 418.000 copie.  La tiratura del giornale nel 2004 è stata di 411.000 copie  La sua tiratura è stata di 399.215 copie nel primo trimestre del 2006.  Nel 2018 la tiratura della versione cartacea della Rheinische Post era di circa 280.000 copie. 

## Presenza su Internet
L'edizione web del Rheinische Post si chiama RP ONLINE e pubblica notizie dalla Renania Settentrionale-Vestfalia, dalla Germania e dal mondo. Nel mese di dicembre 2017, RP ONLINE ha generato circa 19.764.115 visite dalla Germania al proprio sito. 

### Tonight.de
RP ONLINE gestisce anche un portale con notizie sugli eventi chiamato Tonight.de. Racconta la vita notturna di Düsseldorf attraverso documenti cartacei e fotografie. Il portale è stato rilanciato nel novembre 2007.